# Gerloubia chinensis
Gerloubia chinensis är en kvalsterart som beskrevs av Aoki och Yamamoto 2000. Gerloubia chinensis ingår i släktet Gerloubia och familjen Parapirnodidae. Inga underarter finns listade i Catalogue of Life.